# Crossopetalum macrocarpum
Crossopetalum macrocarpum là một loài thực vật có hoa trong họ Dây gối. Loài này được (Brandegee) Lundell mô tả khoa học đầu tiên năm 1961.